# Vitex
Genre
Vitex est un genre de plantes à fleurs de la famille des Lamiacées selon la classification phylogénétique, ou des Verbénacées selon la classification classique. Ce genre contient plus de 200 espèces différentes.

## Liste d'espèces
Selon ITIS (27 août 2013) :
- Vitex agnus-castus L. - Le gatillier, qui donne une épice nommée « poivre des moines »
- Vitex divaricata Sw.
- Vitex glabrata R. Br.
- Vitex lokundjensis W.Piep.
- Vitex negundo L. - Troène de Chine ou muguet bleu
- Vitex parviflora Juss.
- Vitex rotundifolia L. f.
- Vitex trifolia L.
- Vitex vogelii Baker

Pour une liste complète : voir l'encadré déroulant, plus bas sur cette page.

Quelques espèces
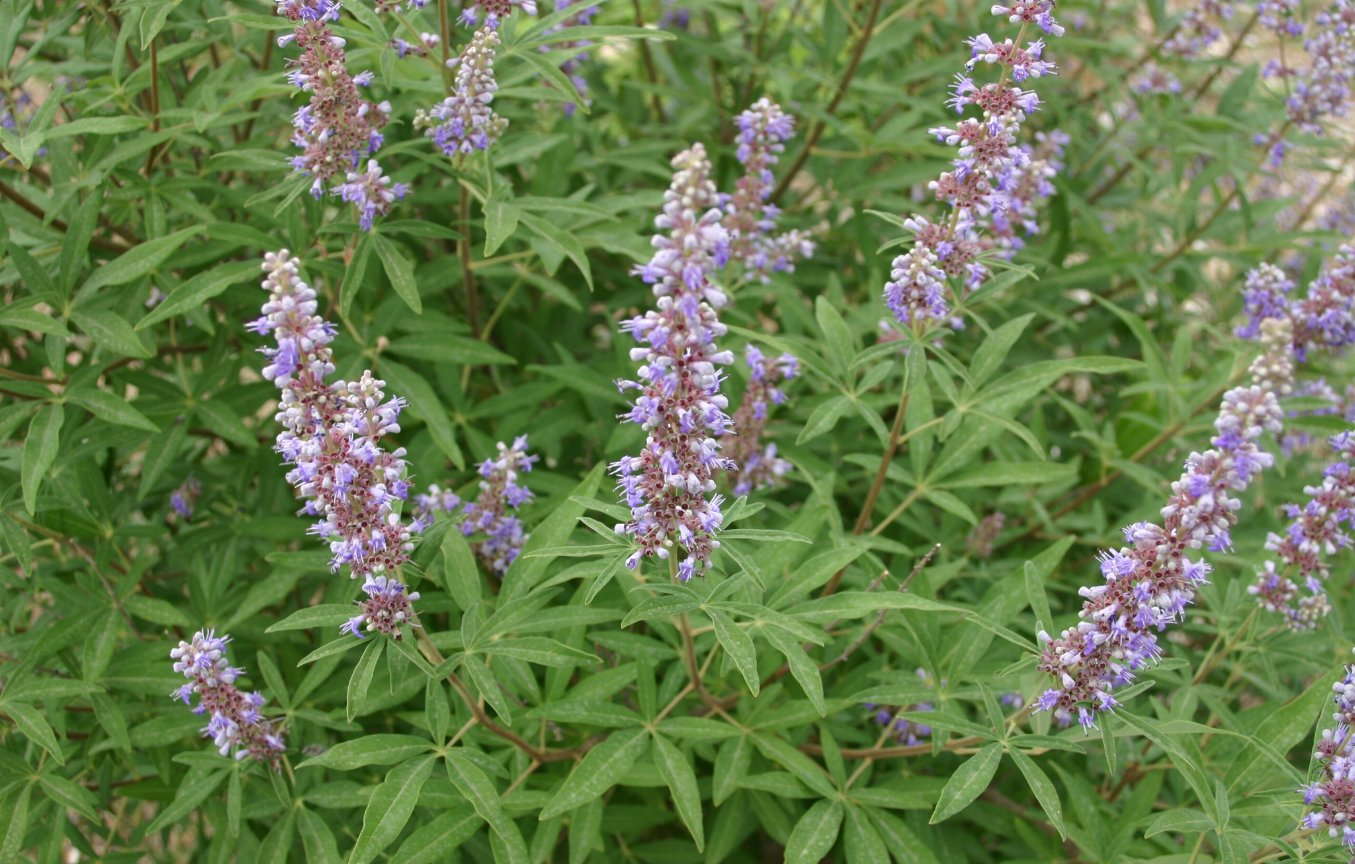
Vitex agnus-castus
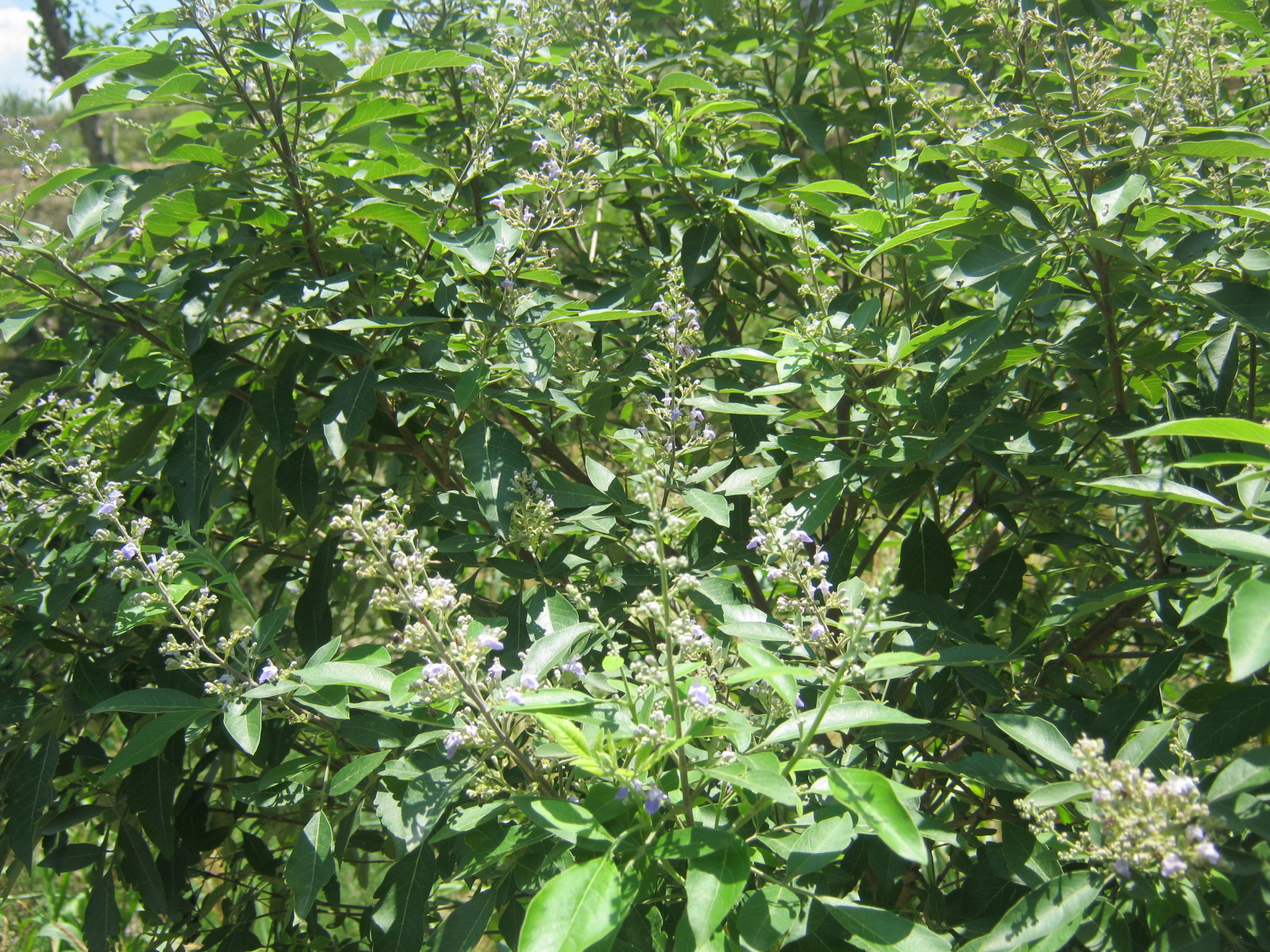
Vitex negundo
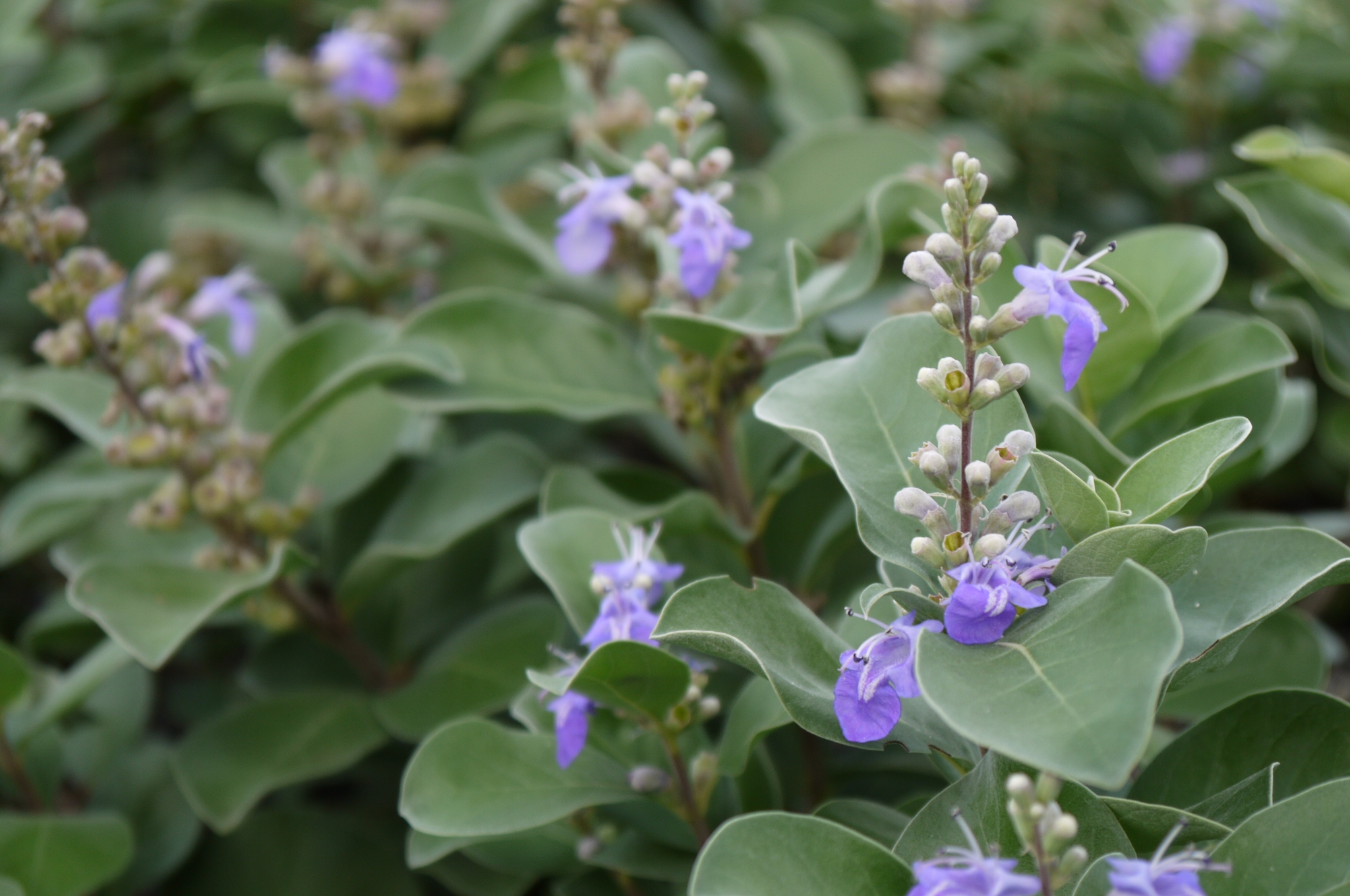
Vitex rotundifolia
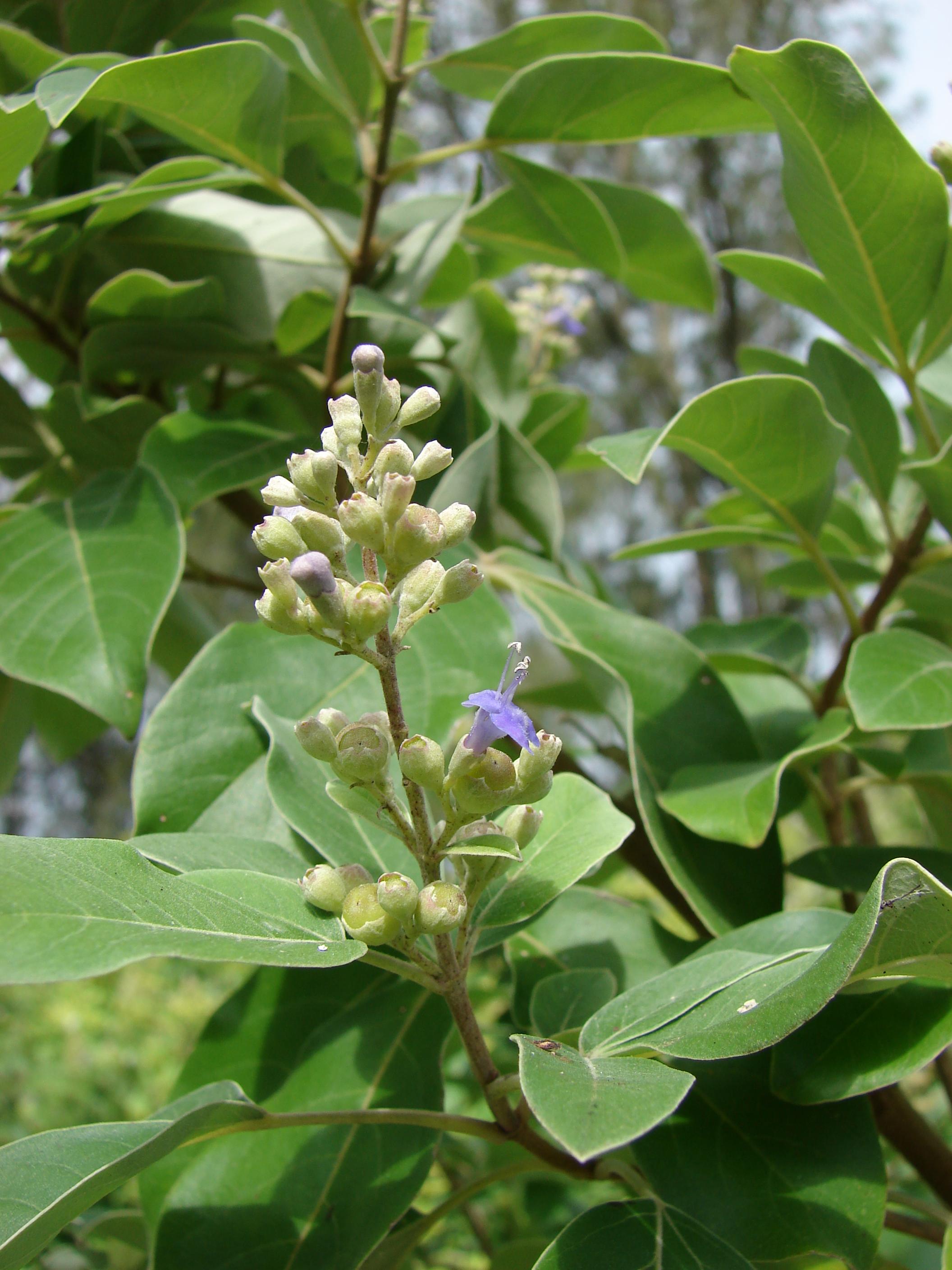
Vitex trifolia